# Культурна адаптація

Культурна адаптація (Cultural adaptation)

Культурна адаптація (від лат. adaptatio — пристосування, лат. adaptare — пристосовувати) — це процес і результат усвідомленого пристосування окремої людини, соціальної групи або цілої спільноти до нових культурних умов з метою гармонійного співжиття. Цей процес найчастіше переживають представники національних меншин, трудові мігранти, біженці, а також ті, хто працює або навчається за кордоном.
Культурна адаптація — це складний процес пристосування людини або соціальної групи до умов нової культури. Вона пов'язана з поступовим засвоєнням норм, цінностей, моделей поведінки та способів взаємодії, прийнятих у чужому культурному середовищі. В результаті адаптації може відбутися часткове або повне формування нової культурної ідентичності.
На відміну від асиміляції, культурна адаптація передбачає збереження елементів власної культури при водночас відкритому ставленні до нової. Цей процес ґрунтується на взаємодоповненні — поєднанні звичних і нових цінностей, поглядів і поведінкових стереотипів. Ідеальним результатом вважається досягнення мультикультурності, коли особа здатна поєднувати у своєму житті практики кількох культур.
Культурна адаптація реалізується через різноманітні соціальні механізми: моральні норми, закони, релігійні переконання, систему освіти, мовні курси, діяльність культурних центрів та інших інституцій.

## Історія
Поняття культурної адаптації виникло на межі XIX–XX століть у межах американської антропологічної школи, зокрема завдяки працям Франца Боаса — представника підходу можливісництва (possibilism). Цей підхід розглядав природу як базу, що дозволяє виникнення й розвиток численних варіацій культурних спільнот. Згідно з такою логікою, культура формується як відповідь на виклики довкілля.
Броніслав Маліновський, засновник функціонального підходу в антропології, трактував культуру як засіб пристосування до умов життя. Представники Нью-Йоркської школи культурології, очолюваної Ешлі Монтегю, наголошували на адаптивній ролі культури в житті суспільства.
У 1950–1960-х роках західноєвропейські антропологи зробили наступний крок, розширивши уявлення про чинники культурних змін. Джуліан Стюард запропонував розглядати природне середовище як лише один із багатьох чинників, що впливають на культуру. А Леслі Вайт сформулював ідею про культуру як позабіологічну систему адаптації, що включає три головні напрями: технологічний, соціальний та ідеологічний.
Ці теорії заклали підґрунтя для міждисциплінарних досліджень у соціальній та культурній антропології, географії, екології, психології й археології. В рамках цих напрямів культура стала розглядатися як механізм екологічної взаємодії суспільства та середовища. Із середини 1990-х сформувалися два основні підходи: феноменологічний — який акцентує на активній взаємодії людей з довкіллям, і когнітивний — що вивчає ментальні образи середовища.
У марксистській радянській та пострадянській науці дослідження культурної адаптації розвивалися в рамках етнографічного напряму. Яскравим представником цього підходу був Едвард Маркарян, який розглядав культуру як систему позабіологічних механізмів, що забезпечують повний цикл людської діяльності: від мотивації до відтворення. На його думку, культура реалізує адаптивну функцію через свою внутрішню різноманітність і здатність до дії в нових умовах.
У новітніх дослідженнях російського етнолога Сергія Арутюнова культура тлумачиться як система способів інституціоналізації людської діяльності. Її ключовими функціями вважаються формування та перетворення як навколишнього середовища, так і самої людини — в духовному та фізичному вимірах. Культурна система адаптується спочатку до природного середовища, а з часом — до соціальних ніш, що еволюціонують разом із суспільством.
Дослідження Йонг Юн Кім з теми кроскультурної адаптації розпочалися ще в 1970-х роках під час опитування корейських іммігрантів у районі Чикаго, штат Іллінойс. Згодом її дослідження розширилося на інші групи іммігрантів та біженців у США, включаючи американських індіанців, японських і мексиканських американців, а також біженців з Південно-Східної Азії. Окрім вивчення груп іммігрантів, Йонг Юн Кім також досліджувала студентів, які навчалися в США, а також міжнародних студентів у Японії, корейських емігрантів у США і американських емігрантів у Південній Кореї. Перша схема її теорії була представлена в статті «Toward an Interactive Theory of Communication - Acculturation», що згодом призвела до повного викладу теорії в роботі Communication and Cross-Cultural Adaptation: An Integrative Theory, а пізніше була вдосконалена та оновлена в книзі Becoming Intercultural: An Integrative Theory of Communication and Cross-Cultural Adaptation.

## Етимологія
Термін культурна адаптація походить від латинського слова adaptatio, що означає «пристосування», та дієслова adaptare — «пристосовувати». У контексті міжкультурної взаємодії поняття адаптації вказує на процес гармонійного входження людини або спільноти в інше культурне середовище, збереження при цьому власної ідентичності й одночасне опанування нових соціокультурних норм, цінностей та моделей поведінки.

## Автори
Ідею культурної адаптації розвивали різні науковці в межах антропології, соціології та культурології. Одним із перших, хто заклав теоретичні основи цього поняття, був Франц Боас — засновник американської школи можливості, який вважав, що культура формується як відповідь на природні умови. Броніслав Малиновський, творець функціонального підходу, розглядав культуру як систему, що допомагає людині виживати та взаємодіяти з навколишнім середовищем.
У середині XX століття ідеї культурної адаптації поглиблювали Джуліан Стюард (автор концепції культурної екології) та Леслі Вайт, який визначав культуру як позатілесну систему адаптації з технологічними, соціальними та ідеологічними напрямами. Їхні підходи сформували основу сучасних досліджень у галузі соціальної та культурної антропології.
У радянському і пострадянському контексті важливий внесок зробив Едуард Маркарян, який розглядав культуру як систему позабіологічних механізмів, що забезпечують адаптацію людини до різних середовищ. Також значним є внесок російського етнолога Сергія Арутюнова, який трактував культуру як спосіб інституціалізації людської діяльності у змінному середовищі.
Американський антрополог К. Оберг, вивчаючи проблему між-культурної адаптації, вводить поняття «культурний шок». Його зазнає особистість, потрапивши до нової культури.
Серед сучасних дослідників слід виділити Джона В. Беррі, який розробив модель культурної адаптації, що включає чотири основні стратегії: інтеграція, асиміляція, маргіналізація та сегрегація. Також важливим є внесок Йонг Юн Кім, яка розробила теорію міжкультурної адаптації як динамічний процес, в якому індивіди змінюють свої стратегії поведінки в новому культурному середовищі.
Ці автори значно вплинули на розвиток досліджень у сфері культурної адаптації, і їхні роботи продовжують формувати розуміння того, як люди інтегруються в нові культурні контексти.

## Сутність
Процес культурної адаптації — це перехід від ознайомлення з новим культурним простором до стану комфортного існування в ньому, здатності жити й працювати за його канонами. Хоч культурна адаптація й урухомлюється бажанням і готовністю суб'єкта пізнавати й засвоювати чужу культуру, вона може мати стресогенний перебіг через мовний бар'єр, релігійні переконання, національні традиції тощо.
Згідно з теорією культурного шоку і так званою V-кривою, культурна адаптація має три основні етапи:
1. Початковий етап. Позначений ентузіазмом, хвилюванням, сподіваннями. Цей етап може розпочинатися ще до безпосереднього контакту з новим культурним середовищем і триває зазвичай кілька тижнів.
2. Культурний шок. Перше хвилювання спадає, і розпочинається адаптаційний стрес. Типові симптоми: почуття розгубленості, самотності, смутку, дратівливість, гнів, ностальгія за минулим.
3. Період відновлення і стабілізації. Суб'єкт поступово набуває внутрішньої рівноваги, здатності сприймати нову культуру, мову, місцевий час, клімат, особливості їжі. З'являється нове коло спілкування, зникає відчуття маргінальності, формується емоційний зв'язок із новою культурою.

Існує також етап «поворотної» адаптації, що виникає після тривалого перебування в чужій культурі. Після того, як людина адаптується до нових умов, вона може відчувати втрату звичного середовища, що проявляється в «перенасиченні» чужою культурою.
Перебіг і тривалість культурної адаптації в кожному конкретному випадку залежать від того, наскільки суб'єкту складно пристосуватися до нової культури. Культурну адаптацію переживають легше люди молодого віку, неодружені, з вищою освітою, товариські, схильні до пізнання нових аспектів.
Значення культурної адаптації виходить далеко за межі особистісного комфорту. Вона є важливим чинником культурогенезу, соціокультурних процесів та розвитку національних традицій. Культурна адаптація дозволяє людині інтегруватися в нову культуру, ставши її частиною, що впливає на зміни у поведінкових моделях і ціннісних орієнтирах.

## Сучасне використання/розуміння
Сучасне використання та розуміння концепції культурної адаптації значно розширилося в різних галузях, таких як психологія, антропологія, археологія, а також у прикладних програмах і стратегіях, що спрямовані на інтеграцію різних культурних груп. Одним із найбільш наочних прикладів культурної адаптації є програма ParentCorps, яка була адаптована до культурних особливостей афроамериканських та іспаномовних сімей у низькооплачуваних районах. Замість того, щоб застосовувати стандартні методи виховання, програма враховує культурні традиції та цінності конкретних груп, надаючи батькам можливість обирати стратегії, що найкраще відповідають їхнім цілям і переконанням. Це є прикладом культурної адаптації до існуючих науково-дослідних програм (EBP), що забезпечує більш ефективну взаємодію з культурними особливостями учасників.
У сучасних теоріях культурної адаптації активно використовуються поняття «культурної аккомодації», де змінюється спосіб реалізації практик або програм для їхнього ефективного використання в різних культурах. Це може включати переклад документів або використання перекладачів для забезпечення ефективної комунікації. Важливим аспектом є збереження культурної значущості, що відрізняє підходи, орієнтовані на культурну адаптацію, від загальних і універсальних методів. Таким чином, у сучасному контексті культурна адаптація не лише описує процес пристосування, а й визначає методи, що підтримують інтеграцію різних культурних груп без втрати їхніх специфічних цінностей і традицій.
Цей процес активно досліджується в таких сферах, як соціальні науки, економічна географія та екологічна психологія, де ставлення до адаптаційних стратегій і політик постійно еволюціонує, враховуючи соціально-культурні фактори та індивідуальні характеристики. Сучасні дослідження звертаються до таких ключових понять, як оптимальний адаптаційний рівень, що ґрунтується на прагненні мінімізувати необхідні зміни для досягнення ефективного адаптаційного результату. Ці ідеї допомагають визначити оптимальні стратегії для кожної культурної групи, що значно підвищує ефективність адаптаційних процесів на практиці.